# Indiculus loricatorum
Der Indiculus loricatorum (Ottoni II in Italiam mittendorum, deutsch: „Kleine Liste der Panzerreiter, die Otto II. nach Italien geschickt werden sollen“) ist eine Liste, die aufzählt, wie viele Panzerreiter namentlich genannte geistliche und weltliche Große im Jahr 981/982 als Truppen für Otto II. aufbaten. 

## Historischer Kontext
Mittelalterliche Herrscher verfügten über keine stehenden Heere, sondern forderten für einzelne militärische Unternehmen Truppen von den geistlichen und weltlichen Großen des Reiches an, die diese im Rahmen des Königsdienstes zu stellen hatten. Schwere Panzerreiter waren dabei lange Zeit die wichtigste Truppengattung; die Ausbildung, die Ausstattung (Pferde, Waffen, Rüstung) und der Unterhalt dieser Reiter war kostspielig. 
Konkreter Hintergrund für den Indiculus war der Italienzug Kaiser Ottos II. ab 980. Das Aufgebot, das im Indiculus dokumentiert ist, sollte nachträglich die Truppen Ottos verstärken, als dieser ab Frühjahr 982 in Süditalien Krieg gegen Kaiser Basileios II. und gegen Emir Abu l-Qasim führte. In der Schlacht am Kap Colonna am 15. Juli 982 wurden die meisten Truppen Ottos vernichtet, also vermutlich auch sehr viele der im Indiculus aufgezählten Panzerreiter getötet; der Emir fiel in der Schlacht, Otto selbst entkam nur knapp mit dem Leben. Von den im Indiculus erwähnten Geistlichen fiel Heinrich, der Bischof von Augsburg.

## Inhalt und Quellenwert
Der Indiculus loricatorum zählt insgesamt 2090 Panzerreiter auf, die einzeln genannte Bischöfe, Äbte und Adelige nach Italien senden bzw. führen sollten. Die größten Kontingente, die von einzelnen Großen gestellt werden, umfassen 100 dieser Reiter (diese Zahl stellen die Bischöfe bzw. Erzbischöfe von Straßburg, Mainz, Köln und Augsburg). Die Äbte, die die größten Kontingente stellen sollen, sind die von Fulda und der Reichenau mit je 60 Reitern. Die weltlichen Großen bieten jeweils zwischen 12 und 40 solcher Reiter auf. Zusammengenommen stellen diese Adeligen etwa ein Fünftel der Panzerreiter des Indiculus, die meisten werden von den Bischöfen und Äbten aufgeboten. Auch wenn die Liste nur schwere Panzerreiter aufführt, ist davon auszugehen, dass auch andere Reiter und Fußtruppen nach Italien gesandt wurden.
Die Liste gilt als eine der wichtigsten Quellen der frühmittelalterlichen Militär- und Verfassungsgeschichte. Sie wird oft zitiert, um die große militärische Bedeutung der Hochstifte und Reichsabteien zu belegen, und ist eine der sehr wenigen als zuverlässig geltenden Quellen zur Truppenstärke eines Heeres der römisch-deutschen Könige des Mittelalters. Allerdings handelt es sich nicht um das Aufgebot für das gesamte Heer, das Otto II. auf seinem Italienzug von 980 mit sich führte, sondern nur diejenigen Panzerreiter, die 981/982 zusätzlich zu bereits entsandten Truppen aufgeboten wurden. 
Karl Ferdinand Werner hat in einer bis heute grundlegenden Studie vor allem auf Basis des Indiculus argumentiert, dass die karolingischen und ottonischen Herrscher Heere in der Größe von mehreren Zehntausend Soldaten (Panzerreiter, andere Reiter, Fußtruppen) aufbieten konnten.

## Überlieferung
Die Liste hat sich nur zufällig erhalten. Die einzige, nicht sehr sauber geschriebene und am Rand mit Ergänzungen versehene Überlieferung findet sich in einer Handschrift mit theologischen Inhalten, die heute in der Staatsbibliothek Bamberg aufbewahrt wird (Signatur Msc.Patr.107). Es handelt sich wohl um das Original, das im Umkreis Ottos in Italien angefertigt wurde, und nicht um eine Abschrift. Der Schreiber beherrschte das Deutsche jedenfalls nicht als Muttersprache. Der Kodex gelangte später wahrscheinlich über Heinrich II. nach Bamberg, wo er heute Teil der Kaiser-Heinrich-Bibliothek ist.

## Editionen und Übersetzungen
Die editio princeps erfolgte durch Jaffé 1869. Die bis heute am häufigsten zitierte Edition ist die durch Weiland, die auch einen Sachkommentar bietet. Uhlirz bietet zahlreiche kleine Verbesserungen der Lesarten, vertrat allerdings eine von der Forschung letztlich abgelehnte Neudatierung und -lokalisierung.
- Wilfried Hartmann (Hrsg.): Frühes und hohes Mittelalter, 750–1250 (= Deutsche Geschichte in Quellen und Darstellung Band 1), Stuttgart 1995, ISBN 3-15-017001-X.
- Philipp Jaffé (Hrsg.): Monumenta Bambergensia (= Bibliotheca Rerum Germanicarum Band 5), Berlin 1869, S. 471 (Digitalisat).
- Karl Uhlirz: Jahrbücher des Deutschen Reiches unter Otto II. und Otto III. Band 1: Otto II. 973–983 (= Jahrbücher der deutschen Geschichte Band 10,1), Leipzig 1902, S. 247–248 (Digitalisat).
- Ludwig Weiland (Hrsg.): Constitutiones et acta publia imperatorum et regum Band 1: 911–1197 (= Monumenta Germaniae Historica. Const. 1), Hannover 1893, S. 633 (Digitalisat).
- Lorenz Weinrich (Hrsg.): Quellen zur deutschen Verfassungs-, Wirtschafts- und Sozialgeschichte bis 1250 (= Ausgewählte Quellen zur deutschen Geschichte des Mittelalters. Freiherr-vom-Stein-Gedächtnisausgabe. Band 32), Darmstadt 1977, S. 62–65.

## Weblink
- Indiculus loricatorum, Eintrag im Repertorium‚ Geschichtsquellen des Mittelalters‘ der Bayerischen Akademie der Wissenschaften; mit ausführlicher Bibliographie zur Forschungsliteratur.